# Estrid Svendsdatter
Estrid Svendsdatter, også kendt som Margrethe (før 1005 - efter 1057) var titulær dronning af Danmark mens hendes søn, Svend Estridsen (opkaldt efter hende) var konge (1047-til hendes død). Hun byggede en ny kirke i Roskilde, som formodentlig var den første stenkirke i Danmark.

## Familie og opvækst
Estrid var datter af kong Svend Tveskæg som døde allerede i 1014 i Lincoln, England. Moderen tænkes at være Sigrid Storråde men kunne også være Gunhild af Polen som var mor til Knud den Store og Harald 2..
Efter faderens død bliver hendes ambitiøse storebror Knud den Store Estrids værge og selvom hun stadig er et barn bliver der skabt ægteskabsalliancer med hende som brud. En kilde foreslår at hun blev viet til en af Vladimir den Helliges fire sønner, som dog alle faldt i borgerkrigen efter Vladimirs død i 1015.
Efter Knud havde overtaget magten i England og giftet sig med Emma af Normandiet, enke efter Ethelred 2. den Rådvilde konge af England, blev der indgået en aftale om at Estrid skulle giftes med Dronning Emma's nevø Robert 1. af Normandiet. Dette skete dog ikke og til sidst blev Estrid gift med Ulf Jarl en af kong Knud's betroede mænd i England.

## Ægteskab og børn
Sammen med Ulf Jarl fik Estrid tre sønner: Svend Estridsen, Asbjørn Jarl og Bjørn, jarl i England (myrdet 1049).
Ægteskabet var måske et forsøg fra Knuds side på at skaffe mere loyalitet omkring sig, men det virkede ikke og i 1026 blev Ulf dræbt i Roskilde Domkirke af Knuds mænd. Mandens formodede konspiration bragte dog ikke Estrid i unåde hos broren Knud. Tværtimod fik hun nu store jordbesiddelser i Skåne og på Sjælland i erstatning.
Estrid støttede sønnen Svend i hans kamp om eneherredømme over Danmark som lykkedes til sidst. Den yngre søn Asbjørn havde ikke den samme succes. I 1069 gjorde han et forgæves forsøg på at erobre England.

## Kristendommen
Det siges at hendes moder Sigrid nægtede at lade sig omvende til kristendommen, mens Estrid havde et godt forhold til kirken. Som rig enke skænkede hun jordegods til Roskilde Domkirke (efter 1057) og byggede for egne midler hvad der sandsynligvis var den første stenkirke i Danmark i Roskilde. Estrid skaffede sønnen Svend en kirkelig uddannelse der blev bemærket af pave Pave Gregor 7..
Estrid blev lagt til hvile i Roskilde Domkirke.

## Anetavle
Anetavle for Estrid Svendsdatter
|                      |                  |  |                                                                                |                                                          |  | 4N.N. |
|                      |                  |  |                                                                                |                                                          |  |       |
|                      | ²Sigrid Storråde |  |                                                                                |                                                          |  |       |
|                      |                  |  |                                                                                |                                                          |  |       |
|                      |                  |  |                                                                                | 5Skagul Toste                                            |  |       |
|                      |                  |  |                                                                                |                                                          |  |       |
| 1Estrid Svendsdatter |                  |  |                                                                                |                                                          |  |       |
|                      |                  |  |                                                                                |                                                          |  |       |
|                      |                  |  | 6Tove af Danmark (eller Gunhild, som dog måske blot er et andet navn for Tove) |                                                          |  |       |
|                      |                  |  |                                                                                |                                                          |  |       |
|                      | 3Svend Tveskæg   |  |                                                                                |                                                          |  |       |
|                      |                  |  |                                                                                |                                                          |  |       |
|                      |                  |  |                                                                                | 7Harald Blåtand (stedfar) - Knud Danaást (biologisk far) |  |       |
|                      |                  |  |                                                                                |                                                          |  |       |